# Drndač
Drndač (881 m) – szczyt w Starohorskich Wierchach na Słowacji, pomiędzy miejscowościami Priechod i Podkonice. Wznosi się w południowo-zachodnim, niżej zakręcającym na południe grzbiecie szczytu Vysoká (988 m). Grzbiet ten tworzy zbocza dolinek Lupčica i Klokočová. Obydwie są odnogami doliny potoku Lupčica.
Szczyt Drndača i grzbiet łączący go ze szczytem Vysoká (988 m) są bezleśne, zajęte przez hale pasterskie, poza tym całe stoki pokrywa las. Od południowej i zachodniej strony trawersują je położone na różnej wysokości dwie drogi leśne do zwózki drzewa. Szczyt znajduje się w otulinie Parku Narodowego Niżne Tatry i nie prowadzi przez niego żaden szlak turystyczny.